# Thaumatibis gigantea
L'ibis gigante (Thaumatibis gigantea (Oustalet, 1877)) è un uccello della famiglia dei Treschiornitidi, unica specie del genere Thaumatibis.

## Distribuzione e habitat
La specie è confinata nel nord della Cambogia. Alcuni esemplari sopravvivono nell'estremo Laos meridionale e recentemente si è avuta una segnalazione nel Vietnam